# The Delta
The Delta es un equipo profesional de rugby de Países Bajos con sede en la ciudad de Amersfoort.
Participa en el Rugby Europe Super Cup, un torneo para equipos profesionales de naciones en desarrollo.

## Historia
El club fue fundado en 2021 como representante de los Países Bajos en la nueva competencia europea de franquicias profesionales de rugby.
El club compite en la Conferencia Oeste de la Supercopa.
En su primera temporada en la liga no logró clasificar a semifinales, obteniendo 1 victoria y 5 derrotas.